# Ophelina acuminata
Ophelina acuminata är en ringmaskart som beskrevs av Örsted 1843. Ophelina acuminata ingår i släktet Ophelina och familjen Opheliidae. Arten är reproducerande i Sverige. Inga underarter finns listade i Catalogue of Life.